# Vitalii Mandzyn
Vitalii Mandzyn, né le 5 avril 2003 à Pidhaïtsi, est un biathlète ukrainien.

## Biographie
Sur l'étape d'ouverture de la saison de la 2024-2025 à Kontiolahti, il participe pour la première fois à la cérémonies des fleurs en terminant quatrième de l'individuel court.

## Palmarès

### Championnats du monde
| Édition \ Épreuve | Individuel | Sprint | Poursuite | Mass start | Relais | Relais mixte | Relais mixte simple |
| ----------------- | ---------- | ------ | --------- | ---------- | ------ | ------------ | ------------------- |
| Lenzerheide 2025  | 17e        | 36e    | 19e       | 27e        | 8e     | —            | —                   |

Légende :
- — : non disputée par Vitalii Mandzyn

### Coupe du Monde
- Meilleur classement général : 31e en 2025.
- Meilleur résultat individuel : 4e.
- 1 podium en relais : 1 troisième place.

Mis à jour le 23 mars 2025

#### Résultats détaillés en Coupe du Monde
| 2022-2023 |       |        |        |        |        |        |        |        |        |        |        |        |        |    | .      | .      | .      | .      |    |    |        |    |        |    |    |  | n.c. |
| 2022-2023 | IN    | SP     | PU     | SP 89e | PU     | SP 78e | PU     | MS     | SP     | PU     | IN     | MS     | SP     | PU | SP     | PU     | IN     | MS     | SP | PU | IN     | MS | SP     | PU | MS |  | n.c. |
| 2023-2024 |       |        |        |        |        |        |        |        |        |        |        |        |        |    | .      | .      | .      | .      |    |    |        |    |        |    |    |  | 76e  |
| 2023-2024 | IN    | SP     | PU     | SP     | PU     | SP     | PU     | MS     | SP 31e | PU 39e | SP 53e | PU 52e | SI     | MS | SP     | PU     | IN     | MS     | IN | MS | SP 48e | PU | SP 64e | PU | MS |  | 76e  |
| 2024-2025 |       |        |        |        |        |        |        |        |        |        |        |        |        |    | .      | .      | .      | .      |    |    |        |    |        |    |    |  | 31e  |
| 2024-2025 | SI 4e | SP 14e | MS 27e | SP 33e | PU 45e | SP 16e | PU 25e | MS 19e | SP 17e | PU 20e | IN 55e | MS 25e | SP 61e | PU | SP 36e | PU 19e | IN 17e | MS 27e | SP | PU | IN     | MS | SP     | PU | MS |  | 31e  |

### Championnats d'Europe
| Édition / Épreuve   | Individuel | Sprint | Poursuite | Relais mixte | Relais mixte simple |
| ------------------- | ---------- | ------ | --------- | ------------ | ------------------- |
| Brezno-Osrblie 2024 | 16e        | 12e    | NP        | 9e           | —                   |

Légende:
- : première place, médaille d'or
- : troisième place, médaille de bronze
- NP : non partant
- —: non disputée par Vitalii Mandzyn

### Championnats du monde jeunes et juniors
| Mondiaux / Épreuve  | Cat.    | Individuel | Sprint | Poursuite                        | Mass start 60                    | Relais                    | Relais Mixte                     |
| 2020 Lenzerheide    | Jeunes  | 24e        | 23e    | 17e                              | Épreuve inexistante à cette date | 20e                       | Épreuve inexistante à cette date |
| 2021 Obertilliach   | Jeunes  | 20e        | 20e    | 25e                              | Épreuve inexistante à cette date | 10e                       | Épreuve inexistante à cette date |
| 2023 Chtchoutchinsk | Juniors | 50e        | 21e    | 17e                              | Épreuve inexistante à cette date | 11e                       | 9e                               |
| 2024 Otepää         | Juniors | 19e        | 10e    | Épreuve inexistante à cette date | 4e                               | Médaille d'argent, Europe | 8e                               |

Légende :
- : deuxième place, médaille d'argent
- : épreuve absente du programme